# Klaus Müller
Klaus Jürgen Müller, född 6 februari 1923 i Berlin, Tyskland, död 12 mars 2010 i Bonn, var en tysk paleontolog. Han var mellan 1967 och 1988 professor i paleontologi vid Universitetet i Bonn. Han invaldes 1986 som utländsk ledamot av svenska Vetenskapsakademien.